# Canthidium viridicolle
Canthidium viridicolle là một loài bọ cánh cứng trong họ Bọ hung (Scarabaeidae).